# Promontorio Norte
Promontorio Norte är en udde i Antarktis. Den ligger i Sydshetlandsöarna. Argentina, Chile och Storbritannien gör anspråk på området.
Terrängen inåt land är huvudsakligen kuperad, men åt sydost är den platt. Havet är nära Promontorio Norte åt nordost. Trakten är obefolkad. Det finns inga samhällen i närheten. 